# Parafusulus
Parafusulus is een geslacht van uitgestorven slakken uit de  familie van de Clausiliidae.

## Soorten
De volgende soorten zijn bij het geslacht ingedeeld:
- Parafusulus latestriatus H. Nordsieck, 2013 †
- Parafusulus neudeggensis H. Nordsieck, 2007 †

### Synoniemen
- Parafusulus (Pliofusulus) H. Nordsieck, 2013 † => Parafusulus H. Nordsieck, 2007 †
- Parafusulus (Pliofusulus) latestriatus H. Nordsieck, 2013 † => Parafusulus latestriatus H. Nordsieck, 2013 †